# Ni Cephei
Ni Cephei (ν Cep / 10 Cephei / HD 207260) és un estel a la constel·lació de Cefeu de magnitud aparent +4,32. Ocasionalment rep el nom de Cor Regis, en llatí «Cor del Rei». S'hi troba molt allunyada del sistema solar; la mesura de la seva paral·laxi la situa entorn de 5.100 anys llum de distància, si bé l'error inherent a aquest valor és del 75%. D'altra banda, el seu moviment indica que pot pertànyer a una associació estel·lar OB coneguda com a Cepheus OB2, la qual cosa la situaria a uns 2.000 anys llum.
Ni Cephei és una supergegant de tipus A2Iab; les supergegants de tipus A són estrelles poc freqüents, i Deneb (α Cygni) és la més coneguda. Al no conèixer-se amb seguretat la distància que ens separa de Ni Cephei, els seus paràmetres físics són només aproximats. Si considerem que hi és a 2.000 anys llum, tindria una lluminositat 22.000 vegades major que el Sol i un radi 70 vegades més gran que el d'aquest; si estigués a 2.900 anys llum, la seva lluminositat s'aproximaria a 50.000 vegades la lluminositat solar. La seva temperatura efectiva és de 6.620 K. És un estel molt massiu, amb una massa entre 12 i 16 vegades la massa solar, per la qual cosa finalitzarà la seva vida amb un nucli de ferro i explotant com una supernova. Té una edat estimada de 15 milions d'anys.
Ni Cephei està catalogada com una variable polsant, amb una fluctuació en la seva lluentor de 0,1 magnituds.